# Poczta Polska
Poczta Polska is een Pools postbedrijf. Het bezorgt brieven en pakketten en levert bank- verzekerings- en logistieke diensten. Het bedrijf biedt ook digitale diensten aan, zoals postzegels, brieven en postkaarten ter beschikking gesteld door het internetplatform Envelo.
Poczta Polska Spółka Akcyjna heeft twee grote dochterondernemingen: Capital Group Poczta Polska en Pocztowe Towarzystwo Ubezpieczeń Wzajemnych. Het ministerie van Financiën van Polen is de oprichter en enige aandeelhouder van de Poolse Post, dat de verantwoordelijkheid is van de minister van Administratie en Digitalisering.

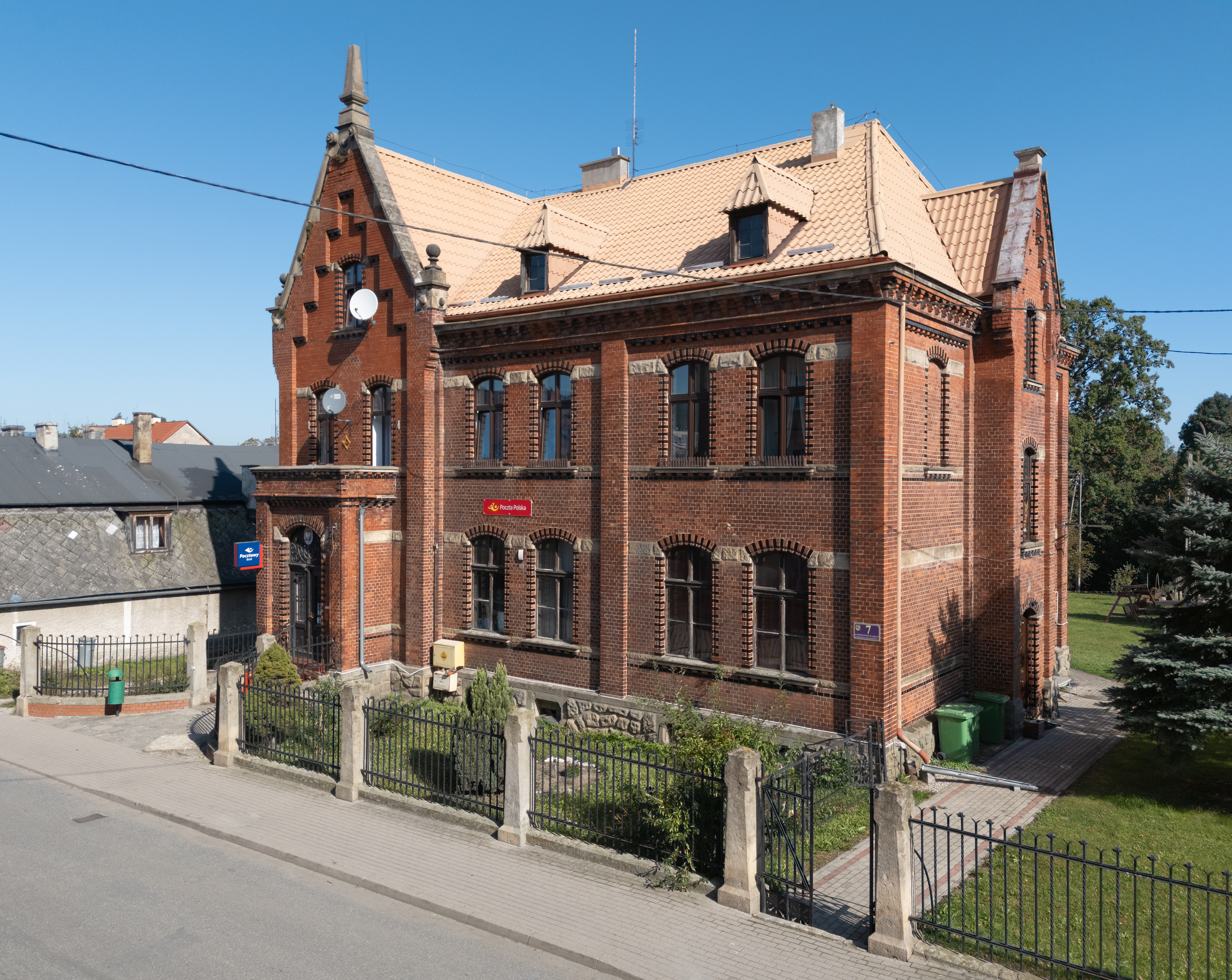